# Garrulax ocellatus
Garrulax ocellatus е вид птица от семейство Leiothrichidae.

## Разпространение
Видът е разпространен в Бутан, Индия, Китай, Мианмар и Непал.